# Urbana (Missouri)
Urbana è un comune degli Stati Uniti d'America, situato nello Stato del Missouri, nella contea di Dallas.